# Kowal
Kowal là một thị trấn thuộc huyện Włocławski, tỉnh Kujawsko-Pomorskie ở trung-bắc Ba Lan. Thị trấn có diện tích 5 km². Đến ngày 1 tháng 1 năm 2011, dân số của thị trấn là 3488 người và mật độ 745 người/km².